# Zastava Kolumbije
Zastava Kolumbije usvojena je 26. studenoga 1861. Zastava je trobojka, žute, plave i crvene boje. Žuta boja zauzima gornju polovinu zastave, a druge dvije po jednu četvrtinu.
Francisco de Miranda prva je osoba koja je osmislila zastavu s ove tri boje, oslanjajući se primarno na boje koje je koristio Kristofor Kolumbo na svojoj zastavi, ali i Goetheovu teoriju o osnovnim bojama. Iste boje na svojim zastavama imaju i Ekvador i Venecuela. 
Ipak, smatra se da ove boje nose i dodatna značenja. Tako je žuta simbol resursa zemlje, plava oceana koji okružuju ovu zemlju, a crvena krvi prolivene u borbi za nezavisnost.